# Lissopimpla nigricans
Lissopimpla nigricans là một loài tò vò trong họ Ichneumonidae.